# Мапелли, Луиджи
Луиджи Мапелли (итал. Luigi Mapelli; 15 октября 1855, Беллинцаго — 4 августа 1913, Милан) — итальянский композитор и музыкальный педагог.
Сын церковного звонаря. В 1872—1879 гг. учился в Миланской консерватории, в том числе у Полибио Фумагалли, Анджело Пандзини, Франко Фаччо и Антонио Бадзини. В студенческие годы написал ряд оркестровых и инструментальных сочинений, в качестве дипломной работы представил симфонию.
К началу 1880-х гг. относится ряд вокальных и хоровых сочинений Мапелли на стихи современных итальянских поэтов. В 1884 году он выиграл первый конкурс композиции, объявленный музыкальным издательством Sonzogno: опера Мапелли «Анна и Гвальберто» (итал. Anna e Gualberto) на либретто Фердинандо Фонтана разделила первое место с оперой Гульельмо Дзуэлли (поданная на конкурс опера Джакомо Пуччини не была даже упомянута жюри). Обе оперы были поставлены 14 мая 1884 года в миланском театре Мандзони.
После этого, однако, Мапелли посвятил себя преимущественно педагогической работе и на протяжении многих лет преподавал в Миланской консерватории гармонию, контрапункт и фугу, с 1887 года профессор. Среди его поздних сочинений только церковная музыка, включая Реквием (1899), посвящённый памяти короля Виктора Эммануила II, и пятиголосный хорал Norma Sanctorum (1904) к 1300-летию смерти Григория Великого. Кроме того, по заказу певца Франческо Таманьо Мапелли сочинил песню A Santa Maria di Oropa для свадьбы его любимой дочери Маргериты (1899), сохранилась приватная запись исполнения этой песни самим Таманьо.